# Medaille van Oesjakov
De Medaille van Oesjakov (Russisch: "Медаль Ушакова") werd op 2 maart 1994 tijdens de hervorming van het van de Sovjet-Unie overgenomen decoratiestelsel aangehouden door de opvolgerstaat, de Russische Federatie. De medaille is bestemd voor onderofficieren en matrozen in de Russische Marine.

## De Medaille van Oesjakov in de Sovjet-Unie
De medaille werd op 3 maart 1944 ingesteld door de Opperste Sovjet. In het statuut stond dat de medaille onder oorlogsomstandigheden kon worden verleend en noemde matrozen, soldaten en onderofficieren van marine, mariniers en marine-eenheden en grenstroepen van de KGB. De medaille werd toegekend voor betoonde moed bij het verdedigen van de zeegrenzen van de Sovjet-Unie. Daarbij moest sprake van levensgevaar zijn geweest. Op de regel dat de medaille alleen onder oorlogstijd werd verleend is in 1961 eenmaal een uitzondering gemaakt. Het in 1980 herziene statuut maakte verleningen in vredestijd wel mogelijk.
Tot aan de val van de Sovjet-Unie werden tussen de 14000 en 16000 medailles uitgereikt. Van de corresponderende Orde van Oesjakov werden 47 sterren der Ie klasse en 194 sterren der IIe klasse uitgereikt. Tijdens de Tweede Wereldoorlog ontvingen twee sovjet-militairen de medaille tweemaal. Twee geallieerde matrozen werden door de Russische Federatie in 2012, meer dan zestig jaar na de oorlog, met deze medaille bedacht. Matroos Delbert Dauenbaugh van de Amerikaanse Marine en Frederick Henley van de Britse Koninklijke Marine. De laatste mocht de medaille niet aannemen.

## De Medaille van Oesjakov in de Russische Federatie
In het Presidentieel Decreet van 2 maart 1994 werd de medaille uit de Sovjetperiode aangehouden en deel gemaakt van het moderne decoratiestelsel. Het statuut noemt matrozen en soldaten van marine, mariniers en grenstroepen. De medaille wordt toegekend voor betoonde moed bij het verdedigen van de zeegrenzen van de Russische Federatie maar ook voor moed op schepen van marine en kustwacht. Daarbij moet sprake van levensgevaar zijn geweest. Ook voor voortreffelijke dienst tijdens training voor de oorlogsvoering ter zee kan men de medaille verwerven.
De medaille van Oesjakov is de maritieme evenknie van de Medaille van Soevorov van het leger en de Medaille van Nesterov van de luchtmacht.

## De vormgeving
De ronde zilveren medaille heeft een diameter van 36 millimeter en is met een bijzonder ophangmechanisme aan het vijfhoekige blauwe lint met witte bies gehangen. Ze hangt op het oog aan twee zilverkleurige miniatuur-ankerkettingen aan de bovenhoeken van het lint. Deze komen in de ring van een anker dat deel van de medaille is bij elkaar. De medaille hangt tegelijk ook aan de ring die in de metalen plaat onder het lint is bevestigd. Men draagt de medaille op de linkerborst.
Op de medaille is de beroemde Admiraal Oesjakov en face afgebeeld. Het rondschrift luidt "АДМИРАЛ УШАКОВ". Op de voorzijde zijn ook een ster en een lauwerkrans te zien. De arm van het anker komt boven de rand van de medaille uit.
Op de verder lege keerzijde is het anker in zijn geheel te zien Daar is ook ruimte voor een serienummer.
De overname van de medaille door de Russische Federatie heeft voor de medaille nauwelijks veranderingen gebracht. Alleen het serienummer op de keerzijde wordt nu op een andere plek aangebracht. Deze staat nu links, boven een ingeslagen "N" en boven een fabrieksmerk.
Hoogste eretitels van de Russische Federatie

Held van de Russische Federatie ·
Held van de Arbeid

Orden van de Russische Federatie

Sint-Andreas de Eerstgeroepene ·
Sint-George ·
Verdienste voor het Vaderland ·
Heilige Catharina de Grote Martelares ·
Alexander Nevski ·
Soevorov ·
Oesjakov ·
Zjoekov ·
Koetoezov ·
Nachimov ·
 Dapperheid ·
Militaire Verdienste ·
Maritieme Verdienste ·
Eer ·
Vriendschap ·
Roem van het Ouderschap

Onderscheidingstekens van de Russische Federatie

Sint-Georgekruis ·
Onderscheidingsteken voor Goede Daden ·
Onderscheidingsteken voor Onberispelijke Dienst

Medailles van de Russische Federatie

Dienen van het Moederland ·
Moed ·
Soevorov ·
Oesjakov ·
Zjoekov ·
Nesterov ·
Poesjkin ·
Verdedigers van het Vrije Rusland ·
Bewaken van de Openbare Orde ·
Verdedigen van de Grenzen ·
Redden van Stervenden ·
Landbouw ·
Ontwikkeling van spoorwegen ·
Kernenergie-onderzoek ·
Ruimteonderzoek ·
Roem van het Ouderschap

Herinneringsmedailles die tot 2010 staatsonderscheiding waren

50 jaar Overwinning ·
60 jaar Overwinning ·
65 jaar Overwinning ·
300 jaar Russische Marine ·
850 jaar Moskou ·
100 jaar Trans-Siberische Spoorweg ·
Al-Russische volkstelling ·
300 jaar Sint-Petersburg ·
1000 jaar Kazan

Herinneringsmedailles

70 jaar Overwinning

Certificaten van de President van de Russische Federatie

 Erecertificaat ·
Certificaat van Dankbaarheid